# Boerderij Het Winkel Nunspeet

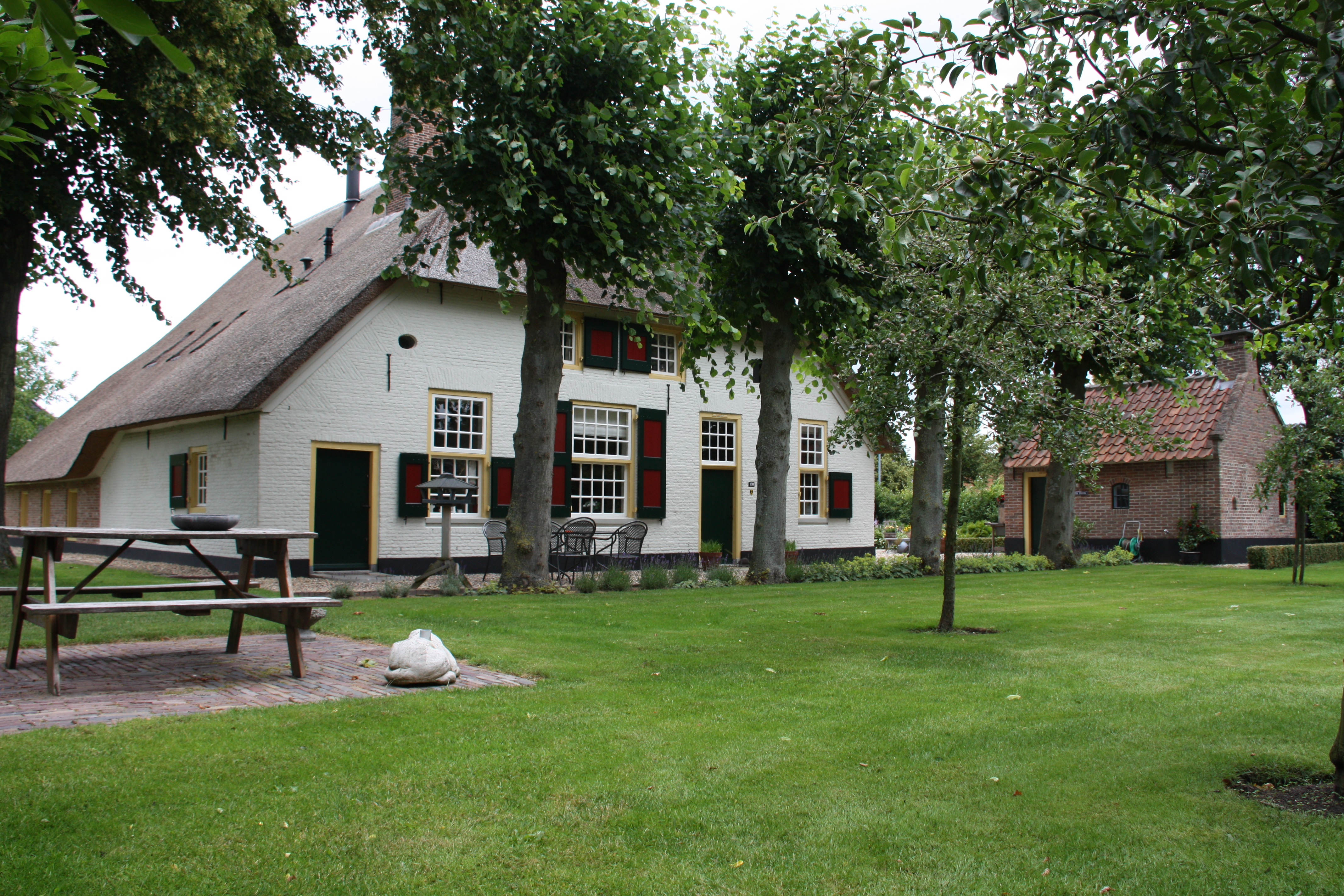
Boerderij Het Winkel

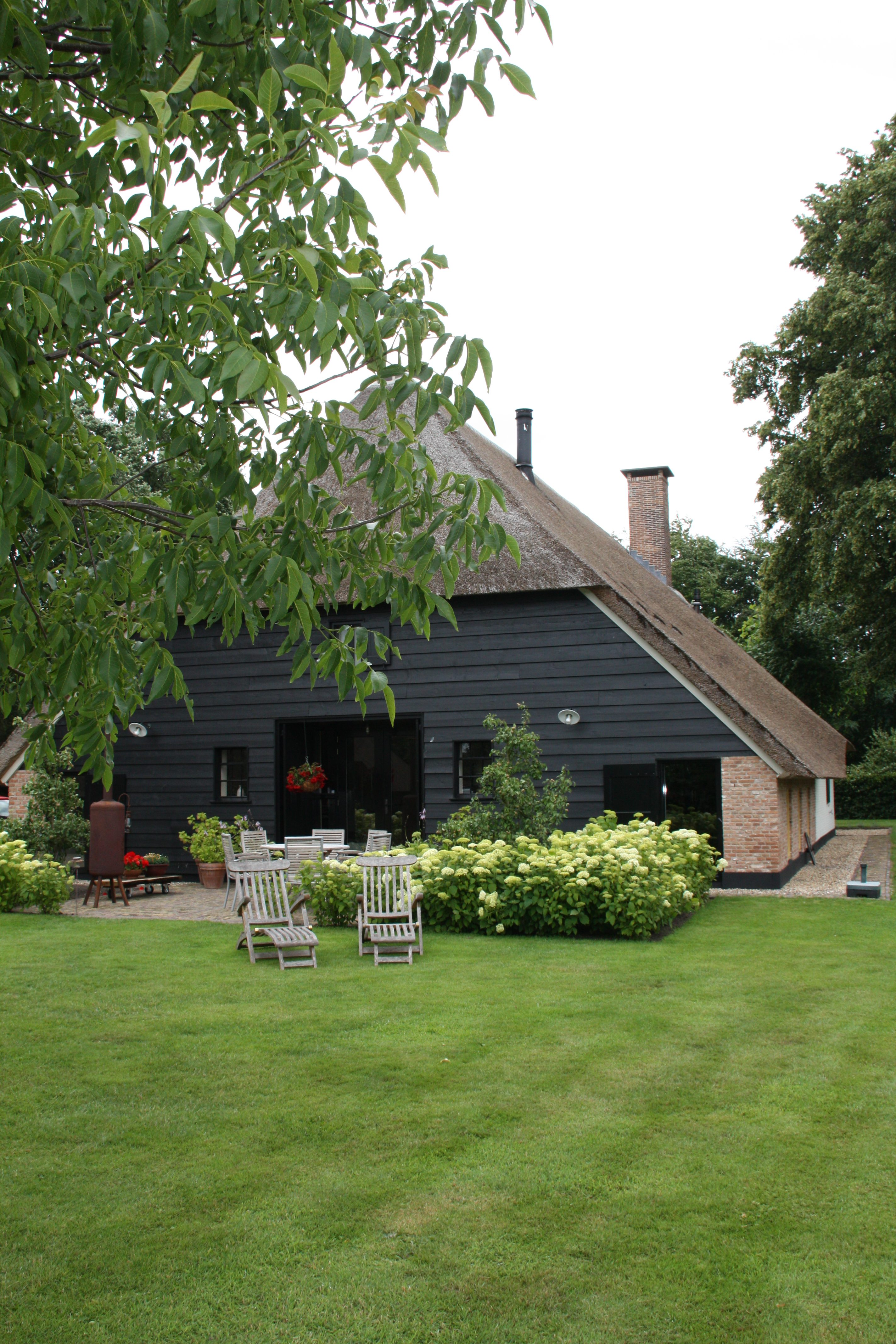

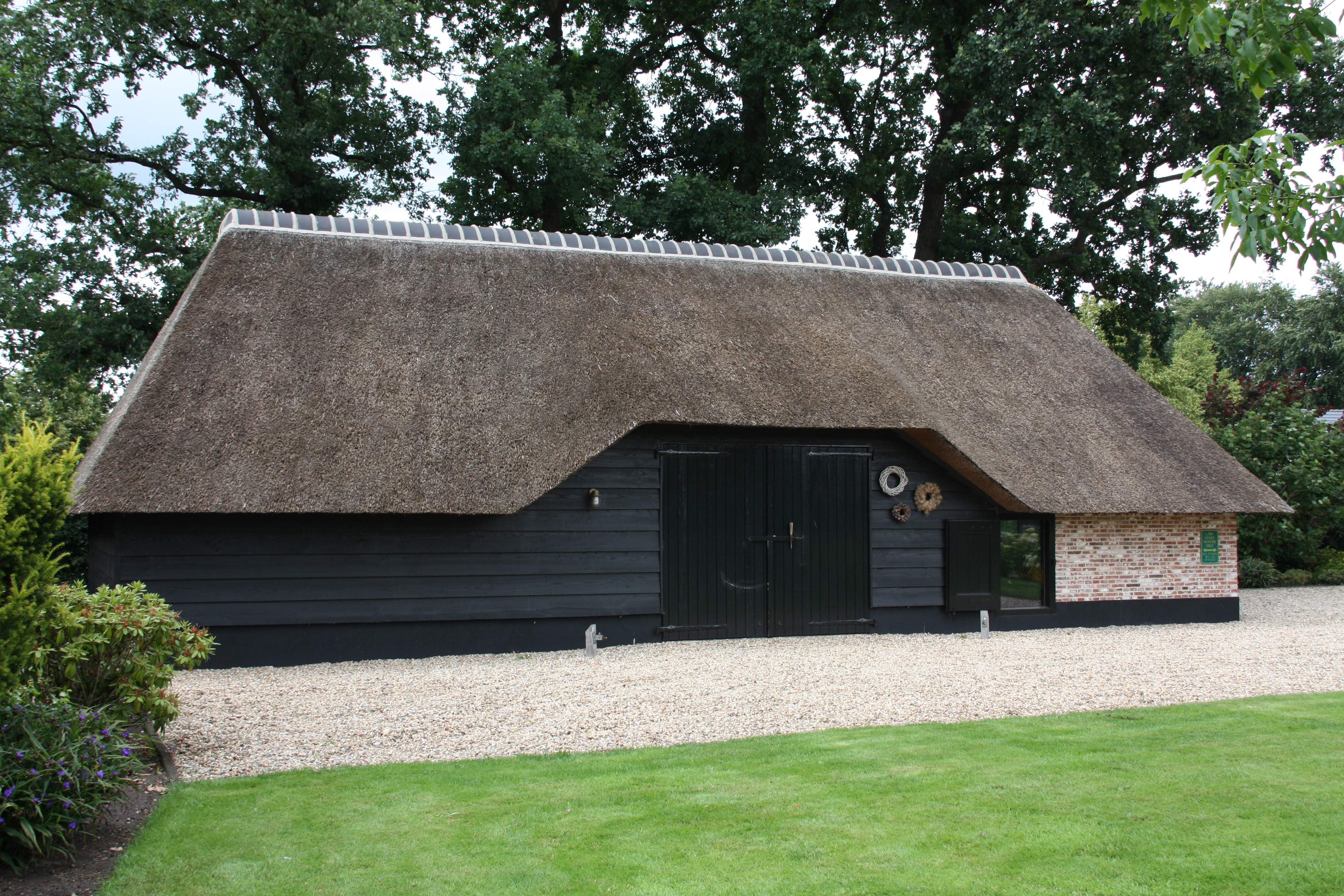

Boerderij Het Winkel is vermoedelijk het oudste nog bestaande huis in het Gelderse dorp Nunspeet. De boerderij is sinds 1773 beschreven. Alleen buiten de kern van Nunspeet staan nog huizen van eerdere datum. Het Winkel is in 2004 en 2005 geheel in originele staat gerestaureerd.
De boerderij is van het hallenhuis type, dat kenmerkend is voor de Noord en West-Veluwe. Het woon- en bedrijfsgedeelte zijn bij dit type boerderijen onder één dak gebracht en gescheiden door een brandmuur. Bij Het Winkel behoren nu nog een veldschuur en een bakhuis. In het verleden waren op het erf ook nog een 5-roede hooiberg en een mestvaalt. De eerste bewoners waren Wichert Gerritsz en Grietje Hannesen. Zij huwden in 1773. De naam van de boerderij is ontleend aan het bijbehorende weiland, genaamd 't Winkel.
Over de boerderij is in 2003 een boekje gepubliceerd, genaamd 'Monumenten in Nunspeet, deel 1: Boerderij Het Winkel'. Het betreft een uitgave van de Stichting Oudheidkamer Nunspeet, met ISBN 90-72791-15-0.